# 刘小华
刘小华（1959年12月—2016年6月12日），男，汉族，广东兴宁人，中华人民共和国政治人物。中共广东省委党校研究生学历，文学学士、管理学硕士。

## 生平
出生于兴宁市胜青村，早年在叶塘中学就读，1975年毕业后进入大队务农。1977年，中华人民共和国恢复大学入学考试，刘小华参加了此次考试，并以兴宁文科组第一名的身份考入中山大学中文系。1985年2月加入中国共产党。2007年，出任中共河源市委副书记、市人民政府市长。2011年2月，转任中共湛江市委书记。2016年3月，刘小华离开湛江，转任中共广东省委副秘书长。同年6月12日，自杀身亡。